# لايف ستايل (واقي ذكري)
لايف ستايل (بالإنجليزية: LifeStyles Condoms)‏ هي علامة تجارية الواقي الذكري مصنوعة من قبل الشركة الأسترالية أنسيل المحدودة، المعروفة سابقا باسم المحيط الهادئ دنلوب المحدودة.